# Juignac
Juignac är en kommun i departementet Charente i regionen Nouvelle-Aquitaine i västra Frankrike. Kommunen ligger  i kantonen Montmoreau-Saint-Cybard som ligger i arrondissementet Angoulême. År 2022 hade Juignac 392 invånare.

## Befolkningsutveckling
Antalet invånare i kommunen Juignac
Referens:INSEE